# Sidney Hickox
Sidney Hickox, A.S.C. (Nova Iorque, NI, 15 de julho de 1895 – La Cañada Flintridge, Califórnia, 16 de maio de 1982) foi um diretor de fotografia norte-americano.